# Jiří Čadek
Jiří Čadek (Pavlíkov, 1935. december 7. – 2021. december 20.) csehszlovák válogatott cseh labdarúgó.
A csehszlovák válogatott tagjaként részt vett az 1958-as világbajnokságon.

## Sikerei, díjai
Dukla Praha
- Csehszlovák bajnok (7): 1956, 1957–58, 1960–61, 1961–62, 1962–63, 1963–64, 1965–66
- Csehszlovák kupa (4): 1961, 1965, 1966, 1969